# Cumhuriyet
Cumhuriyet (Pronunciación turca: [d͡ʒum.huː.ɾi.ˈJet], La República) es el periódico más antiguo de Turquía. Su sede está en Estambul y mantiene oficinas abiertas en Ankara y Esmirna. Fue creado en 1924 por el periodista kemalista Yunus Nadi Abalıoğlu. El periódico se declara laico y republicano y se sitúa en la defensa de la democracia, los valores socioliberales y el mercado libre.
Desde el Partido de la Justicia y el Desarrollo liderado por el presidente Erdoğan ha incrementado su poder, el Cumhuriyet ha destacado por la publicación de informaciones críticas. En 2015 publicó unas fotografías que probaban la implicación de los servicios secretos turcos en la entrega de armas a la oposición siria. Desde entonces sus responsables han sufrido persecución y detenciones.  
A finales de 2015 las autoridades turcas condenaron al director Can Dündar y al redactor jefe del periódico en Ankara Erdem Gül a cinco años de prisión por revelación de secretos de estado. Después de pasar tres meses en la cárcel, y tras un juicio en el que Dündar sufrió un intento de asesinato, ambos fueron liberados por una sentencia del Tribunal Constitucional, que el propio presidente turco, Recep Tayyip Erdoğan, puso en tela de juicio al pedir que no se acatara la decisión judicial.  
El periódico ha recibido varios premios: en 2015 el Premio Libertad de Prensa por parte de la ONG Reporteros Sin Fronteras y en 2016 el Premio Nobel Alternativo.  
En noviembre de 2016 fueron detenidos el actual director Murat Sabuncu y otros 8 periodistas del periódico bajo la acusación de terrorismo.

## Historia
El periódico nació el 7 de mayo de 1924 por el periodista Yunus Nadi Abalıoğlu, un seguidor del fundador de la República turca Atatürk. Antiguamente estaba estrechamente vinculado con el Partido Republicano del Pueblo (CHP), sin embargo, con el tiempo, este periódico de centro-izquierda mantuvo posiciones más independientes situándose en la defensa de la democracia, los valores socioliberales y el mercado libre.
Tras la muerte de Yunus Nadi el 28 de marzo de 1945 en Genebra, Suiza, el Cumhuriyet pasó a manos de su hijo mayor Nadir Nadi hasta su muerte el 20 de agosto de 1991 y posteriormente fue su esposa Berin Nadi quien se hizo cargo. Desde la muerte de Berin Nadi el 5 de noviembre de 2001 el periódico perteneca a la Fundación Cumhuriyet. Uno de sus editores fue el conocido columnista político İlhan Selçuk, quién fue el presidente del Consejo era también presidente del consejo de administración hasta su muerte en 2010.

## Trayectoria
Durante la Guerra de Golfo el Cumhuriyet sufrió una caída de ingresos publicitarios y tras una disputa sobre la política editorial se marcharon del periódico casi 40 periodistas en noviembre de 1991: "la difusión cayó hasta la mitad y el periódico sólo pudo salvarse gracias a una extraordinaria campaña dirigida a los lectores que compraron periódicos extra e incluso hicieron aportaciones económicas para que el periódico sobreviviera" Hasan Cemal, editor de jefe desde 1981 dimitió en enero de 1992 tras la disputa: "intenté ampliar el espectro para mantener el equilibrio. Pero ellos (intelectuales de la vieja guardia) siempre se resistieron llamándonos conspiradores y acusándonos de estar manipulados por las grandes empresas y Estados Unidos".
Desde el 17 de octubre de 2005, la sede del diario está ubicada en Estambul, en el distrito de Şişli, siendo el último diario que abandonó el tradicional distrito de la prensa Cağaloğlu.
En 2008 la sede del Cumhuriyet en Estambul fue objeto de un ataque con cócterles molotov.
En 2010, el diario fue uno de los primeros periódicos del mercado turco que cambiaron el gran formato por el formato Berlinés.
En enero de 2015, publicó las viñetas del Charlie Hebdo, la revista satírica francesa que sufrió un atentado terrorista por difundir dibujos sobre el profeta Mahoma. Como resultado, Cumhuriyet recibió amenazas y tuvo que recibir protección policial.

### Escándalo sobre los servicios secretos turcos

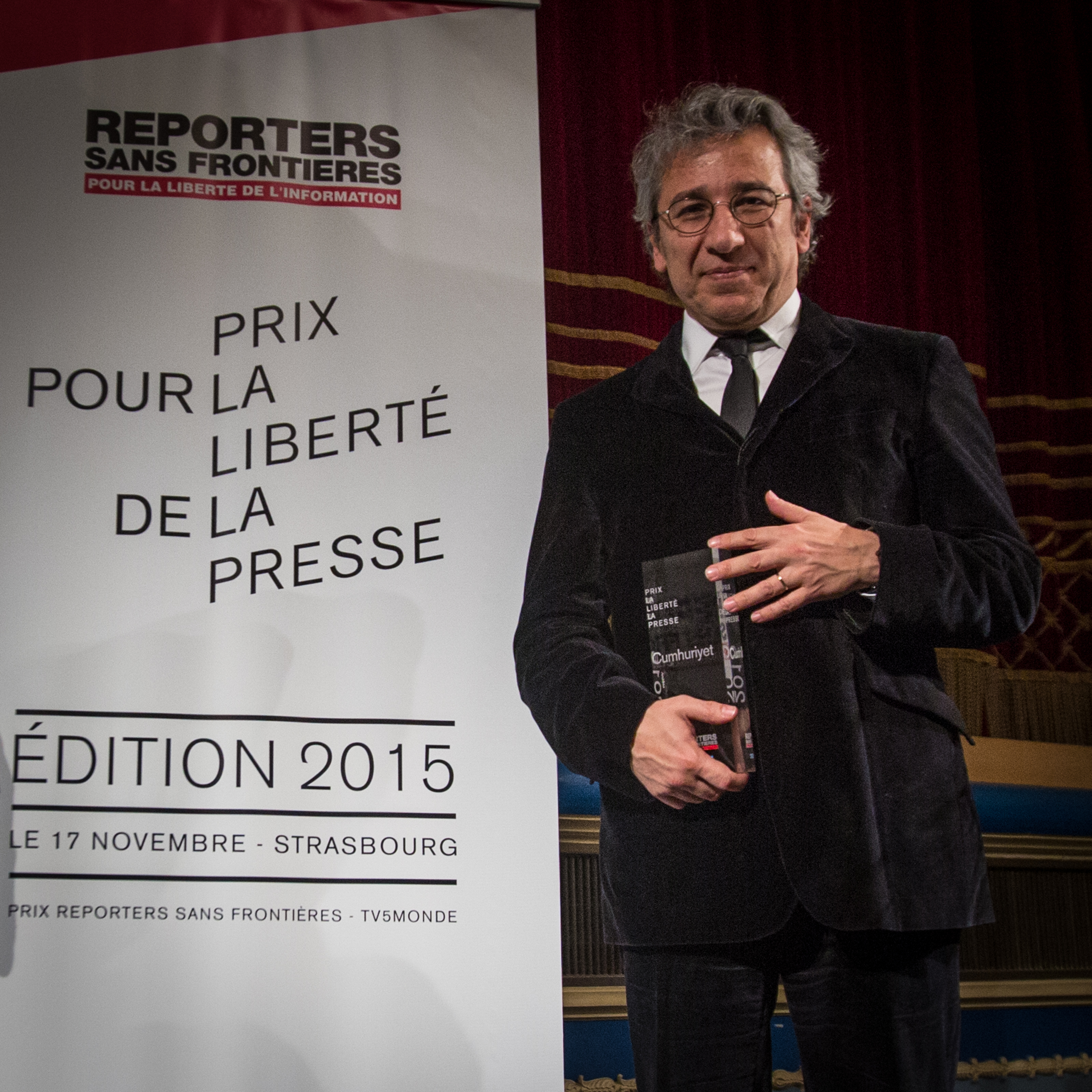
El director del Cumhuriyet Can Dündar recibió en 2015 el Premio Reporteros Sin Fronteras.

Bajo la dirección del nuevo director Can Dündar el 29 de mayo de 2015 el diario publicó las imágenes de camiones de Organización Nacional de Inteligencia Turca llevando armas a los rebeldes de cerca de la frontera Siria, información destapada en enero de 2014 que provocó el Escándalo de 2014 de la Organización Nacional de Inteligencia Turca cuando en enero de 2014 a partir de información anónima se descubrió que los servicios de inteligencia turcos habían entregado armas a los rebeldes sirios. Ante las presiones al gobierno para que dimitiera, el Cumhuriyet inició una investigación que culminó en la publicación de las imágenes. El Presidente turco Erdoğan apuntó públicamente a Dündar, declarando: "supongo que la persona que firmó esta exclusiva pagará un alto precio por ello."
A pesar de las amenazas, el 11 de junio el Cumhuriyet continuó publicando material incluyendo nuevas fotos y vídeos que confirmaban que los servicios secretos transportaron armas y militantes entre Turquía y varios puntos de la frontera con Siria. En noviembre de 2015 el diario fue premiado por Reporteros Sin Fronteras por su "periodismo independiente y valiente." Poco después, Dündar y el redactor jefe del periódico en Ankara, Erdem Gül fueron arrestados acusados de ser miembros de organización terrorista, espionaje y por revelación de documentos confidenciales. Fueron condenados a cinco años de prisión por desvelar supuestamente "secretos de Estado". Después de pasar tres meses en la cárcel, y tras un juicio en el que Dündar sufrió un intento de asesinato, ambos fueron liberados por una sentencia del Tribunal Constitucional, que el propio presidente turco, Recep Tayyip Erdoğan, puso en tela de juicio al pedir que no se acatara la decisión judicial. Dündar decidió exiliarse

### Premio Nobel Alternativo
El 22 de septiembre de 2016 el diario recibió el conocido como Premio Nobel Alternativo por su "valiente investigación informando y defendiendo la libertad de contenido y opinión a pesar de recibir amenazas de muerte, censura y persecución del gobierno".
En octubre de 2016 Can Dündar fue nominado al Premio Sájarov que otorga anualmente el Parlamento Europeo.

### Detenciones noviembre de 2016
El 5 de noviembre de 2016 un tribunal de Estambul dictó prisión preventiva para nueve periodistas o miembros de la dirección del diario. Entre los encarcelados están el director Murat Sabuncu, Kadri Gürsel un conocido periodista miembro del Instituto Internacional de Prensa y el caricaturista Musa Kart. Los columnistas Hikmet Cetinkaya y Aydin Engin quedaron en libertad con cargos por su edad e historial médico. Están acusados de tener vínculos con la organización armada Partido de los Trabajadores del Kurdistán como con el movimiento liderado por el clérigo Fettulah Gülen. Las detenciones se sumaron a los 121 periodistas detenidos en Turquía tras el intento de golpe de Estado en julio.
El 27 de julio de 2017 fueron puestos en libertad condicional siete colaboradores detenidos tras haber pasado ocho meses en la cárcel. La excarcelación se produjo tras la orden de un tribunal de Estambul dictada el viernes 26. Entre los liberados está el caricaturista Musa Kart y el responsable del suplemento literario Turhan Gunay. A principios de la semana se inició el juicio a 17 periodistas, dirigentes y colaboradores actuales o pasados del periódico por haber ayudado a diversas "organizaciones terroristas armadas" con solicitud de hasta 43 años de prisión. Los periodistas que continúan encarcelados son el cronista Kadri Gürsel, el periodista de investigación Ahmet Sik, el redactor jefe Murat Sabuncu y el director del periódico Akin Atalay.

## Distribución
En 2005 la tirada del periódico era de 58.000 ejemplares. El 7 de mayo de 1998 se inauguró la versión digital del periódico.[cita requerida]

## Colaboradores notables (pasados y presentes)
Columnistas

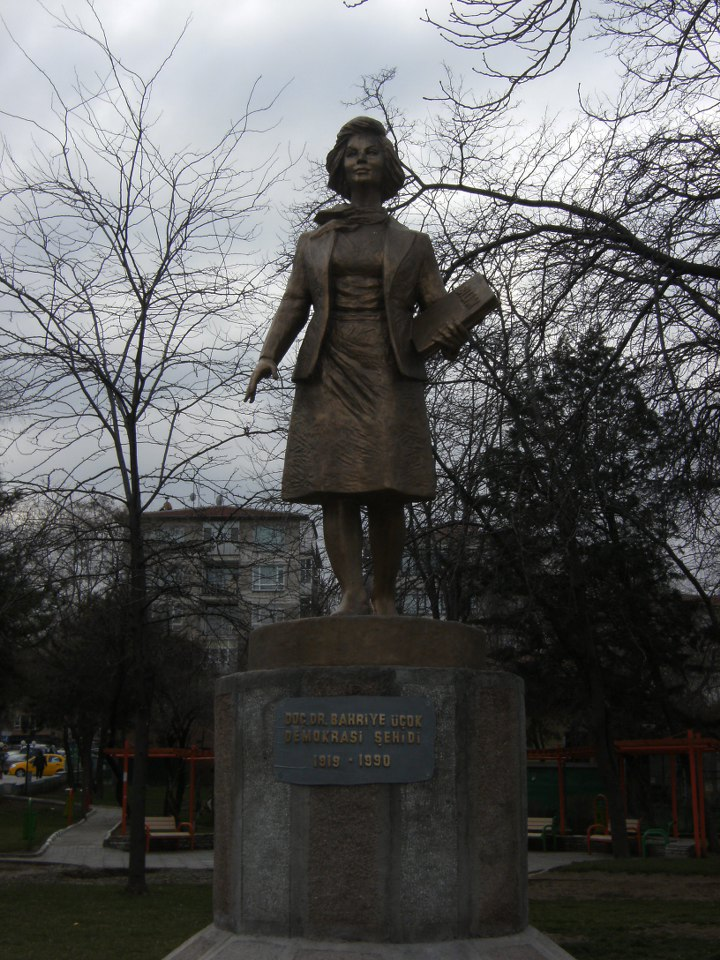
Bahriye Üçok colaborada del Cumhuriet, asesinada con una carta bomba en 1990

- İbrahim Yıldız (Cumhuriyet'ten Okurlara)
- Cüneyt Arcayürek (Güncel)
- Mustafa Balbay (Gündem)
- Oktay Akbal (Evet/Hayır)
- Emre Kongar (Aydınlanma)
- Hikmet Çetinkaya (Politika Günlüğü)
- Orhan Erinç (Geçmişten Geleceğe)
- Erdal Atabek (2000'li Yıllarda)
- Erol Manisalı (Bıçak Sırtı)
- Özgen Acar (Kavşak)
- Orhan Birgit (Düz Yazı)
- Ümit Zileli (Düz Çizgi)
- Deniz Kavukçuoğlu (Pano)
- Nilgün Cerrahoğlu (Sağnak)
- Işıl Özgentürk (Al Gözüm Seyreyle)
- Ataol Behramoğlu (Cumartesi Yazıları)
- Sunay Akın (Kule Cambazı)
- Işık Kansu (Ankara Kulisi)
- Hilmi Develi (Satır Arası)
- Bedri Baykam (Görüş)
- Leyla Tavşanoğlu (Pazar Söyleşileri)
- Süheyl Batum (Sözden Yazıya)
- Burhan Arpad (Hesaplaşma 1979-1991)

Mundo
- Ali Sirmen (Dünyada Bugün)
- Güray Öz (Avrupa)
- Hüseyin Baş (Değişen Dünyadan)
- Mümtaz Soysal (Açı)
- Özgür Mumcu
- Aydın Engin
- Can Dündar

Economía
- Şükran Soner (İşçi Evreninden)
- Öztin Akgüç (Yorum)
- Ergin Yıldızoğlu (Dünya Ekonomisine Bakış)
- Erinç Yeldan (Ekonomi Politik)
- Türkel Minibaş (Göz Ucuyla)
- Özlem Yüzak (Bilgi Toplumuna Doğru)
- Yakup Kepenek (Ankara Pazarı)
- Yahya Arıkan (Yaşamda Mali Çözüm)
- Mustafa Pamukoğlu (Maliye Tarafından)

Ciencia-Política
- Orhan Bursalı (Perşembe)

Internet
- Mehmet Sucu (Enternet)

Medios
- Mehmet Faraç (Med - Cezir)

Cultura-Arte
- Selmi Andak (Sanata Bakış)
- Zeynep Oral (Esintiler)
- Turgay Fişekçi (Defne Gölgesi)
- Ahmet Cemal (Odak Noktası)
- Adnan Binyazar (Ayna)
- Vecdi Sayar (Kedi Gözü)

Deportes
- Arif Kızılyalın (Spor Yorumu)
- Adnan Dinçer (Görüş)
- Ahmet Kurt (Basket Yorum)
- Halit Deringör (Görüş)

Autores fallecidos
- Uğur Mumcu
- İlhan Selçuk
- Deniz Som
- Metin Toker
- Bahriye Üçok Asesinada
- Oktay Ekinci
- Server Tanilli (Bir Bakıma)
- Yaşar_Kemal
- Attila İlhan

## Suplementos
Suplementos del diario:
- Strateji (Estrategia), lunes
- Kitap (Libros), jueves
- Bilim Teknoloji (Ciencia y Tecnología), viernes
- Hafta Sonu (Fin de semana), sábados
- Pazar (Domingo), domingos
- Gezi (Viajes), cada miércoles
- Tanm (Agricultura), una vez al mes
- Yerel Yönetimler (Gobiernos locales)